# قضيب دينيس براون

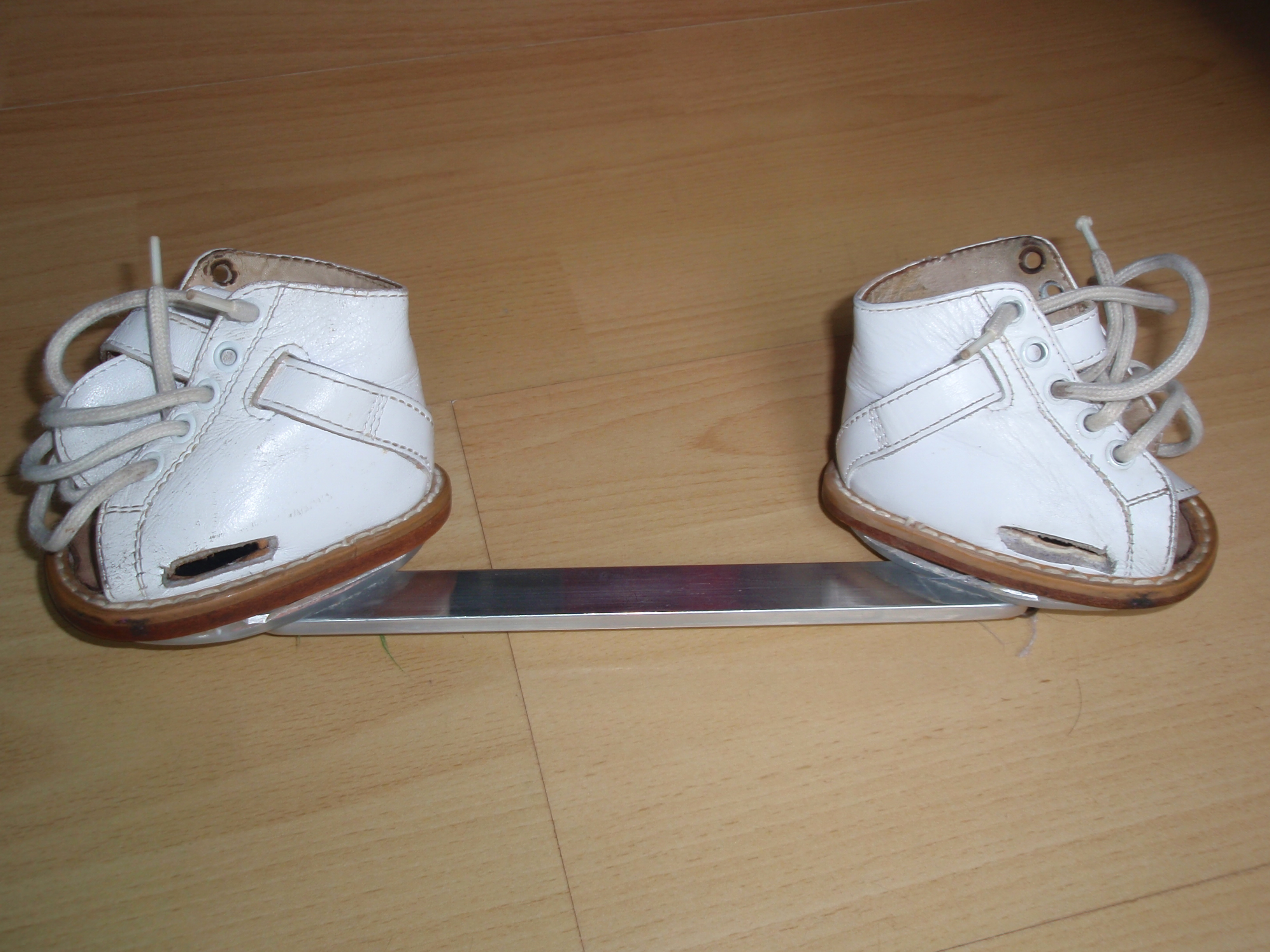

قضيب دينيس براون، والمعروف كذلك باسم جبيرة دينيس براون أو الجهاز التقويمي للقدم عبارة عن جهاز طبي يستخدم لعلاج القدم الحنفاء. والجهاز يحمل اسم د. دينيس براون، وهو جراح أسترالي المولد عمل في مستشفى جريت أورموند ستريت في لندن ويعتبر مؤسس جراحة الأطفال في المملكة المتحدة. وقد قام براون بوصف الجهاز للمرة الأولى في عام 1934. ويمكن استخدام القضيب كجزء من طريقة بونسيتي، وهي عبارة عن سلسلة من التقنيات غير الجراحية للتعامل مع القدم الحنفاء.